# 拓殖大学オレンジクラッシャーズ
拓殖大学オレンジクラッシャーズ（たくしょくだいがくオレンジクラッシャーズ）は、拓殖大学麗澤会に所属する男子バスケットボールチームである。関東大学バスケットボール連盟所属。八王子キャンパス体育館を練習拠点としている。

## 歴史
1960年創部。全日本学生選手権優勝2回（1986年、1994年）、準優勝4回（1985年、1995年、1996年、1999年）の成績を収めているが、関東リーグ戦では2部に低迷した時期も。2010年に1部リーグに復帰、2015年にはリーグ戦2位、全日本学生選手権3位の成績を収めた。

## 主な成績
- 全日本学生バスケットボール選手権大会優勝：2回（1986年, 1994年）

## 主な卒業生
- 浜口秀樹 - 在学中、モントリオール五輪代表に選出された[4]。
- 池内泰明 - 在学中、全日本代表に選出された。現ヘッドコーチ
- 棟方公寿
- 小野壮二郎
- 渡邉拓馬 - 在学中、アジアジュニア選手権代表に選出され3位となった。
- 北卓也 - ユニバーシアード代表に選出され銀メダルを獲得した。
- 羽賀篤史 - 同上
- 折腹祐樹
- 納谷幸二
- 庄司和広 - 在学中、全日本代表に選出された。
- 安齋竜三
- 永田晃司
- 加々美裕也
- 小島佑太
- 熊谷渡
- 仲摩純平（中退）
- 長谷川武
- 高岡大輔
- 宇田康利
- 伊藤拓郎
- 寒竹隼人
- 長谷川技
- 藤井祐眞
- 岡本飛竜
- 長谷川智伸
- 成田正弘